# Arquitecto de registro
El arquitecto de registro (en inglés: architect of record) es el arquitecto o estudio de arquitectura cuyo nombre aparece en la licencia de obra o permiso de construcción emitido para un proyecto específico en el que ese arquitecto o estudio prestó servicios.

## Emisión de licencias de obra
Las licencias de obra son emitidas por una agencia gubernamental, normalmente de la Administración local, con autoridad para controlar la construcción de edificios y comprobar el cumplimiento de los códigos de edificación en cierta jurisdicción. En general, el contratista presenta la solicitud de la licencia a la autoridad pública, junto con los planos y especificaciones del proyecto (llamados colectivamente «documentos de construcción»), pero en algunas jurisdicciones es el arquitecto quien está obligado a presentar los documentos de construcción necesarios para obtener la licencia de obra. En algunos proyectos de construcción se emite más de una licencia de obra. Esto sucede, por ejemplo, cuando varios arquitectos diferentes prestan servicios en distintas partes de un único proyecto de construcción. En estos casos, por tanto, existiría más de un arquitecto de registro.

## Especificaciones del proyecto
Cuando un arquitecto o estudio de arquitectura trabaja en un proyecto que está fuera de su ámbito geográfico o campo de especialización, a menudo decide trabajar junto con un arquitecto local de la ubicación del proyecto o un experto en ese campo particular de especialización. En este caso, el arquitecto principal trabaja junto con el arquitecto local para completar el proyecto, y el arquitecto local se convierte en el «arquitecto de registro». Este tipo de relación laboral es común cuando un arquitecto de alto perfil (o «arquitecto estrella») gana un concurso de arquitectura, pero se encuentra con la necesidad de arquitectos con habilidades más prácticas o un mayor conocimiento de las condiciones locales, o bien, por motivos prácticos, el arquitecto de alto perfil simplemente necesita un arquitecto local de la ubicación del proyecto para facilitar visitas más frecuentes a la obra y la supervisión del proyecto.
Los estudios de arquitectura locales que son responsables de la interlocución con las agencias gubernamentales sobre el cumplimiento de la normativa urbanística, la elaboración de los documentos de licitación, la comunicación con los clientes, la creación de hasta el 90 % de los documentos de construcción y la realización de visitas a las obras son similares, pero también son denominados como «arquitectos ejecutivos».